# Val Susauna

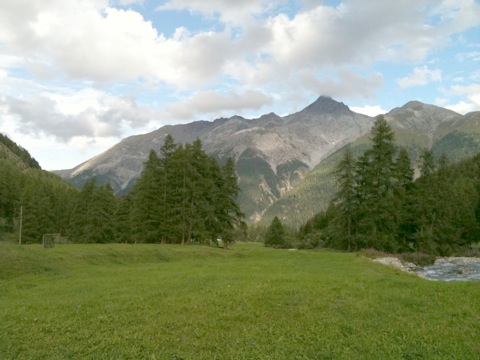
Der untere Teil des Val Susauna nahe beim Weiler Susauna

Das Val Susauna ([ˌvalsuˈzeːmɐ]ⓘ), ehemals Val Sulsana, ist ein Seitental des Oberengadins im Kanton Graubünden.
Es erstreckt sich auf einer Länge von 10 km von Nordwesten nach Südosten, beginnend am Scalettapass auf 2606 m. ü. M. und endend bei der S-chanfer Fraktion Chapella auf 1634 m. ü. M. Durchflossen wird es vom Vallember, der am Talausgang in den Inn mündet.
Einzige Ortschaft im Tal ist die Temporärsiedlung Susauna. Die Flurnamen sind durchgehend rätoromanisch und folgen dem Dialekt Puter.

## Säumerei und Wanderweg
Neben dem Flüelapass war der Scalettapass bis ins 19. Jh. wirtschaftlich von grosser Bedeutung für den Güterverkehr in der Region und dadurch auch für das Val Susauna. Durch das Tal führt ein ehemaliger Säumerweg von Tirano (Veltlin, Italien) nach Gargellen (Vorarlberg, Österreich) und den Bodenseeraum. Allein das Beherbergen der Reisenden soll für die Susauner eine recht einträgliche Erwerbsquelle gewesen sein. Zum Ende des 19. Jahrhunderts, durch die Verbesserung von anderen Wegverbindungen und die Schaffung von Eisenbahnverbindungen, wurde der lawinengefährdete und beschwerliche Passweg über den Scaletta immer weniger genutzt. Dies führt in weiterer Folge auch zu einer relevanten Abwanderung der Bevölkerung.
Der Jakobsweg Graubünden nutzt den Weg für eine Teiletappe noch heute, und die Via Valtellina führt entlang des ehemaligen Säumerwegs. Bereits in Pestzeiten im Mittelalter war das Val Susauna Fluchtweg aus dem Engadin Richtung Davos. Heute ist das von einer Naturstrasse erschlossene Tal für den Langsamverkehr gut geeignet.

## Scalettabahn
Durch das Tal war Ende des 19. Jahrhunderts eine Eisenbahn, die Scalettabahn, geplant, welche Davos mit dem Engadin hätte verbinden sollen. Der niederländische Geschäftsmann Willem Jan Holsboer hatte bereits die Eisenbahnstrecke Landquart-Davos initiiert. 1890 sollte die Scalettabahn (Schmalspurbahn) eröffnet werden und sollte weiter durch das Bergell nach Chiavenna führen. Der Scalettapass sollte in etwa 2000 m.ü.M in einem Tunnel unterfahren werden. Eine Streckenvariante sah die Durchquerung des Sertigtals, die andere eine solche des Dischmatals vor, und beide Varianten wären auf der rechten Talseite des Val Susauna entlanggeführt worden. Vorbereitungsarbeiten begannen 1889, am 2. April 1890 wurde von Holsboer ein Konzessionsgesuch für eine Schmalspurlinie Cinuos-chel-Martinsbruck eingereicht, die als Fortsetzung der Scalettabahnlinie den Anschluss auch ans österreichische Netz gewährleisten sollte. Die Pläne gelangten aufgrund verschiedener Widerstände nicht zur Ausführung, und das Engadin wurde durch die Albulabahn erschlossen. Die Route über den Scalettapass und das Val Susauna war für den Güterverkehr (Säumerei) einige Jahre zuvor wegen des Baus der Flüelapassstrasse stark zurückgegangen.

## Pelztierfarm
Am 30. Dezember 1928 erwarb die Silberfuchsfarm „Bernina“ die Liegenschaft Su 221 im Val Susauna samt Umschwung zur Errichtung einer Silberfuchsfarm. Im Sommer 1929 wurden Umbauarbeiten gestartet, und im Dezember 1929 war die Anlage für die Zuchttiere bezugsbereit. Es bestanden 31 Fuchsgehege und ein Freilauf. Neben Silberfüchsen wurden auch Karakulschafe (Fettschwanzschafe aus der Buchara) gezüchtet. 1930 umfasste die Schafherde 24 Mutterschafe mit Lämmern und einen Karakul-Vollblutbock.
Aufgrund eines massiven Preisverfalls bei Silberfuchspelzen mussten zahlreiche Silberfuchsfarmen in der Schweiz schliessen und wurden liquidiert. So auch die Silberfuchsfarm in Susauna, die Aktiengesellschaft ging 1934 in Konkurs.